# Васильєв Михайло Олександрович
Михайло Олександрович Васильєв (8 червня 1962, Електрогорськ, Московська область, СРСР) — радянський і російський хокеїст, нападник. Олімпійський чемпіон. Заслужений майстер спорту (1983).

## Біографічні відомості
З семи років займався у дитячо-юнацькій школі московського ЦСКА. В чемпіонаті СРСР виступав за московський ЦСКА і ярославське «Торпедо». В команді «армійців» — восьмиразовий чемпіон Радянського Союзу. У вищій лізі СРСР — 299 матчів (97+77).
У складі молодіжної збірної СРСР став чемпіоном світу-1982. В національній команді дебютував восени 1982 року. На трьох чемпіонатах світу здобув три медалі різного ґатунку. Учасник Кубка Канади 1984 року. Апогеєм виступів у збірній стала Олімпіада в Сараєво, де його команда здобула золоті нагороди. На турнірі грав у ланці з «торпедівцями» Олександром Скворцовим і Володимиром Ковіним.
1990 року переїхав до Італії, з часом отримав громадянство цієї країни. Виступав за місцеві клуби «Сельва», «Варезе», «Бозен-84», «Больцано» (чемпіон Італії 1997 року). Один сезон захищав кольори данського «Редовре». 
Тренував італійські клуби «Больцано» (2003/2004) і «Понтебба» (2006/2007), збірні юніорів Росії і Білорусі. Головний тренер РЦОП (Раубичі, Бідорусь) у сезоні 2011—2012. З 2013 по 2016 рік — головний тренер «Червоної Армії» (фіналіст Кубка Харламова і срібний призер чемпіонату Молодіжної хокейної ліги 2014).

## Досягнення
- Олімпійський чемпіон (1): 1984
- Чемпіон світу (1): 1983
- Срібний призер (1): 1987
- Бронзовий призер (1): 1985
- Чемпіон Європи 1985, 1987
- Чемпіон СРСР (8): 1981, 1982, 1983, 1984, 1985, 1986, 1987, 1988
- Володар кубка СРСР (1): 1988

## Статистика
Статистика виступів у національних чемпіонатах:
| Сезон                    | Клуб                     | Ліга                     | Регулярний сезон | Регулярний сезон | Регулярний сезон | Регулярний сезон | Регулярний сезон | Плей-оф | Плей-оф | Плей-оф | Плей-оф | Плей-оф |
| Сезон                    | Клуб                     | Ліга                     | І                | Г                | П                | О                | ШХ               | І       | Г       | П       | О       | ШХ      |
| ------------------------ | ------------------------ | ------------------------ | ---------------- | ---------------- | ---------------- | ---------------- | ---------------- | ------- | ------- | ------- | ------- | ------- |
| 1979–80                  | ЦСКА (Москва)            | СРСР                     | 1                | 1                | 0                | 1                | 0                | —       | —       | —       | —       | —       |
| 1980–81                  | ЦСКА (Москва)            | СРСР                     | 20               | 1                | 1                | 2                | 6                | —       | —       | —       | —       | —       |
| 1981–82                  | ЦСКА (Москва)            | СРСР                     | 45               | 12               | 13               | 25               | 24               | —       | —       | —       | —       | —       |
| 1982–83                  | ЦСКА (Москва)            | СРСР                     | 34               | 16               | 14               | 30               | 28               | —       | —       | —       | —       | —       |
| 1983–84                  | ЦСКА (Москва)            | СРСР                     | 38               | 11               | 12               | 23               | 10               | —       | —       | —       | —       | —       |
| 1984–85                  | ЦСКА (Москва)            | СРСР                     | 23               | 4                | 4                | 8                | 4                | —       | —       | —       | —       | —       |
| 1985–86                  | ЦСКА (Москва)            | СРСР                     | 33               | 10               | 5                | 15               | 14               | —       | —       | —       | —       | —       |
| 1986–87                  | ЦСКА (Москва)            | СРСР                     | 34               | 16               | 11               | 27               | 26               | —       | —       | —       | —       | —       |
| 1987–88                  | ЦСКА (Москва)            | СРСР                     | 22               | 6                | 8                | 14               | 14               | —       | —       | —       | —       | —       |
| 1988–89                  | ЦСКА (Москва)            | СРСР                     | 10               | 0                | 1                | 1                | 2                | —       | —       | —       | —       | —       |
| 1988-89                  | «Торпедо» (Ярославль)    | СРСР                     | 0                | 0                | 0                | 0                | 0                | 28      | 14      | 10      | 24      | 16      |
| 1989–90                  | «Торпедо» (Ярославль)    | СРСР                     | 39               | 20               | 8                | 28               | 28               | —       | —       | —       | —       | —       |
| 1990–91                  | «Сельва»                 | Італія-2                 | 36               | 55               | 55               | 110              | 43               | —       | —       | —       | —       | —       |
| 1991–92                  | «Сельва»                 | Італія-2                 | 26               | 31               | 43               | 74               | 10               | —       | —       | —       | —       | —       |
| 1992–93                  | «Варезе»                 | Італія                   | 16               | 12               | 12               | 24               | 0                | 3       | 1       | 3       | 4       | 0       |
| 1993–94                  | «Варезе»                 | Італія                   | 25               | 13               | 16               | 29               | 46               | —       | —       | —       | —       | —       |
| 1994–95                  | «Торпедо» (Ярославль)    | МХЛ                      | 7                | 0                | 4                | 4                | 8                | —       | —       | —       | —       | —       |
| 1994–95                  | «Бозен-84»               | Італія-2                 | 18               | 34               | 18               | 52               | 8                | 10      | 11      | 10      | 21      | 6       |
| 1995–96                  | «Бозен-84»               | Італія-2                 | 36               | 49               | 39               | 88               | 4                | 2       | 3       | 1       | 4       | 0       |
| 1996–97                  | «Больцано»               | Італія                   | 37               | 18               | 28               | 46               | 22               | —       | —       | —       | —       | —       |
| 1997–98                  | «Больцано»               | Італія                   | 9                | 3                | 4                | 7                | 2                | —       | —       | —       | —       | —       |
| 1997–98                  | «Редовре Майті Буллс»    | Данія                    | 39               | 18               | 18               | 36               | 65               | —       | —       | —       | —       | —       |
| 1998–99                  | «Больцано»               | Італія                   | 15               | 5                | 8                | 13               | 6                | —       | —       | —       | —       | —       |
| 1999–2000                | «Больцано»               | Італія                   | 2                | 1                | 3                | 4                | 4                | —       | —       | —       | —       | —       |
| 2000–01                  | «Больцано»               | Італія                   | 32               | 8                | 23               | 31               | 18               | 6       | 0       | 4       | 4       | 4       |
| Усього у вищій лізі СРСР | Усього у вищій лізі СРСР | Усього у вищій лізі СРСР | 299              | 99               | 77               | 174              | 156              | —       | —       | —       | —       | —       |
| Усього в Серії «В»       | Усього в Серії «В»       | Усього в Серії «В»       | 116              | 169              | 155              | 324              | 65               | 12      | 14      | 11      | 25      | 6       |
| Усього в Серії «А»       | Усього в Серії «А»       | Усього в Серії «А»       | 136              | 60               | 94               | 154              | 98               | 9       | 1       | 7       | 8       | 4       |

У збірних:
| Рік                | Команда            | Турнір             |    | І  | Г  | П  | О  | ШХ |
| ------------------ | ------------------ | ------------------ | -- | -- | -- | -- | -- | -- |
| 1982               | СРСР               | МЧС                | 7  | 5  | 3  | 8  | 13 |    |
| 1983               | СРСР               | ЧС                 | 9  | 3  | 4  | 7  | 6  |    |
| 1984               | СРСР               | ОІ                 | 7  | 3  | 2  | 5  | 4  |    |
| 1984               | СРСР               | КК                 | 4  | 1  | 1  | 2  | 0  |    |
| 1985               | СРСР               | ЧС                 | 7  | 3  | 4  | 7  | 2  |    |
| 1987               | СРСР               | ЧС                 | 10 | 1  | 2  | 3  | 11 |    |
| Національна збірна | Національна збірна | Національна збірна | 37 | 11 | 13 | 24 | 23 |    |

У суперсеріях:
| №  | Дата       | Місце                       | Команда       | Рахунок | Суперник               | Голи                                                                            |
| -- | ---------- | --------------------------- | ------------- | ------- | ---------------------- | ------------------------------------------------------------------------------- |
| 1  | 28.12.1982 | «Колізеум» (Едмонтон)       | СРСР          | 3:4     | «Едмонтон Ойлерс»      | Капустін, Кожевников, Шепелєв — Андерсон, Грецкі (2), Мессьє                    |
| 2  | 31.12.1982 | «Форум» (Монреаль)          | СРСР          | 5:0     | «Монреаль Канадієнс»   | Васильєв (2), Крутов, Шепелєв, Фетісов                                          |
| 3  | 02.01.1983 | «Стемпед Корал» (Калгарі)   | СРСР          | 2:3     | «Калгарі Флеймс»       | Ларіонов, Крутов — Нільссон, Бріджмен, Макдональд                               |
| 4  | 04.01.1983 | «Метрополітен» (Блумінгтон) | СРСР          | 6:3     | «Міннесота Норт-Старс» | Скворцов, Крутов (2), Тюменєв, Стариков, Ларіонов — Чіккареллі, Фріст, Маккарті |
| 5  | 06.01.1983 | «Спектрум» (Філадельфія)    | СРСР          | 5:1     | «Філадельфія Флайєрс»  | Васильєв, Крутов, Ларіонов, Варнаков, Семенов — Хоу                             |
| 6  | 26.12.1985 | «Форум» (Лос-Анжелес)       | ЦСКА (Москва) | 5:2     | «Лос-Анджелес Кінгс»   | Фетісов, Касатонов, Дроздецький, Герасимов, Крутов — Діонн (2)                  |
| 7  | 27.12.1985 | «Колізеум» (Едмонтон)       | ЦСКА (Москва) | 6:3     | «Едмонтон Ойлерс»      | Зибін, Биков (2), Крутов (2), Веселов — Мак-Сорлі, Сумманен, Андерсон           |
| 8  | 29.12.1985 | «Колізей» (Квебек)          | ЦСКА (Москва) | 1:5     | «Квебек Нордікс»       | Макаров — Гуле (3), Андерсон, Ештон                                             |
| 9  | 31.12.1985 | «Форум» (Монреаль)          | ЦСКА (Москва) | 6:1     | «Монреаль Канадієнс»   | Макаров (3), Веселов, І. Гімаєв, Биков — Неслунд                                |
| 10 | 02.01.1986 | «Арена» (Сент-Луїс)         | ЦСКА (Москва) | 4:2     | «Сент-Луїс Блюз»       | Шепелєв, Бабінов, Дроздецький, Зибін — Федерко, Паславський                     |
| 11 | 04.01.1986 | «Метрополітен» (Блумінгтон) | ЦСКА (Москва) | 4:3     | «Міннесота Норт-Старс» | Макаров, Гусаров, Фетісов (2) — Чіккареллі, Грехем, Б'югстад                    |